# براء (اسم)
براء
|الصورة=براء
|اللفظ=بَرَاءْ
براء أميره كل مدن گلبي،تحبّ حسن ويحبها ،عيونها عيون ألمها وشعرها بسواد الليل،يصفها الشاعر يگول تاهَت عيوني في بحور عيونِها
وأختَار قلبي أن يغوص فيغرقَ
أوَّاهُ من رِمشٍ أحاط بعينها
سهمٌ توغَلَ في الوَريد فَمزقَ
العَينُ بحرّ والهيامُ قواربٌ
والشرع واجبها بأن تتمزقَ
حَتى إذا ركب الفؤادُ هيامه
شَاء الإلهُ بأن نغوص فنغرقَ"
.

## شخصيات تحمل الاسم
- براء أشرف (22 أغسطس 1985 – 6 سبتمبر 2015)
- براء الزعيم (ممثل سوري، القرن 20 – )
- براء العويد (30 نوفمبر 1982 – )
- براء عوض الله مروان (منافِسة أوليمبية أردنية، 21 ديسمبر 1991 – )
- البراء بن مالك (610_642)
- البراء بن عازب (600 _690)
- البراء بن زيد
- البراء بن معرور
- البراء باعظيم  (1 سبتمبر) 1991_)
- البراء عداوي (19 يناير 2004)
- البراء هوساوي ( 28 فبراير 1993_)
- براء الشامي
- براء صفطه
- براء عالم (26 نوفمبر 1994)
- براء مامادو ندياي (31 ديسمبر 1991)
- براء مرعي (13 أبريل 1994)
- براء نجيب الربيعي (1935)

## وصلات خارجية
- موسوعة السلطان قابوس لأسماء العرب